# Де Росси, Джованни Баттиста
Джованни Баттиста де Росси (итал. Giovanni Battista de Rossi; 23 февраля 1822[…], Рим — 20 сентября 1894[…], Кастель-Гандольфо, Лацио) — итальянский христианский археолог и эпиграфик.
Изучал в Риме археологию, затем занимался исследованиями раннехристианских надписей и стал пионером в изучении римских катакомб. С 1850 года учёный открыл 27 катакомб, среди них катакомбы святого Каллиста.
Стал профессором Римского университета и членом Pontificia Accademia Romana di Archeologia.
Его исследования опубликованы в многочисленных печатных изданиях, в том числе «Bulletino di Archeologia cristiana».
Младший брат — сейсмолог Микеле Стефано де Росси (1834—1898).

## Сочинения
- Inscriptiones christianae Urbis Romae septimo saeculo antiquiores (vol. I, Rom 1861; vol. II Rom 1888).
- La Roma Sotterranea Cristiana (vol. I Rom 1864; vol. II Rom 1867; vol. III Rom 1877).
- Mosaici delle chiese di Roma anteriori al secolo XV (Rom 1872-87).